# Miranda de Ebro
Miranda de Ebro é um município da Espanha na província de Burgos, pertencente à comarca de Ebro, na comunidade autónoma de Castela e Leão. Está localizada a noroeste da província, limitando com os territórios de Álava e La Rioja. Tem 101,33 km² de área e em 2021 tinha 35 528 habitantes (densidade: 350,6 hab./km²), sendo a segunda cidade mais populosa da província, atrás apenas da capital, Burgos.
No plano econômico, tem uma forte característica industrial e é um importante entroncamento de comunicação e transporte, especialmente o ferroviário. As indústrias química e de papéis são seus dois pontos fortes. Num raio de 80 quilômetros, se encontram as cidades de Bilbau, Burgos, Logronho e Vitória.
Apesar de haver sinais de povoamento em sua área desde a Idade do Ferro, a primeira menção de Miranda de Ebro na história se deu em 757. O rei Afonso VI de Leão concedeu à vila um importante foral em 1099 e dois séculos depois o comércio mirandês ganhou importância graças às feiras. Com a chegada da ferrovia à vila, em 1862, marcou um ponto de flexão na economia da área e provocou a industrialização na cidade durante todo o século XX.

## História

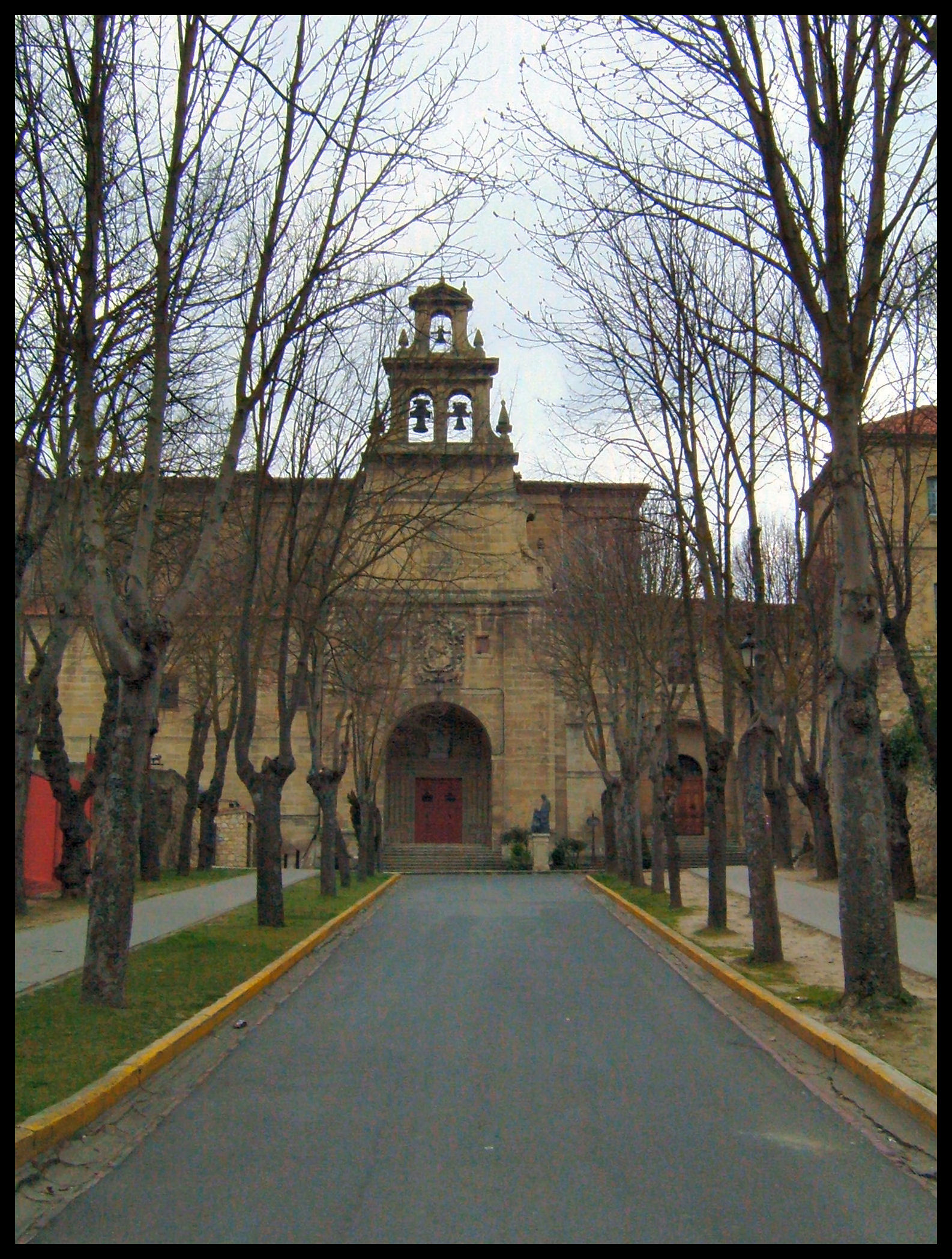
Fachada barroca do convento de São Francisco (século XVII)

Os primeiros vestígios que se tem sobre a cidade se datam da Idade do Ferro. A três quilômetros de Miranda se situa o sítio arqueológico romano de Arce-Miráperez, onde, segundo os últimos estudos, se localizava antiga cidade de Deóbriga. Na área também existem vestígios romanos em municípios pertos, como Cabriana e Puentalarrá.
Na Crónica Albeldense, que narra a expedição que levou à morte o rei Afonso I das Reino das Astúrias às margens do rio Ebro em 757, há relatos que se referem a localidades destruídas, sendo que entre elas está Miranda, sob o nome de Mirandam. No ano de 840, o bispo Juan de Valpuesta inclui Miranda e seu entorno na Diocese de Valpuesta, criando no lugar diversos monastérios, como o de São Mamés, La Colina e São Martim do Aço, todos na volta dos Montes Obarenes.
Depois do assassinato de Sancho Garcês IV de Pamplona, Biscaia, Álava, La Rioja e a Família Real reconheceram Afonso VI como rei, passando assim Miranda de Ebro às mãos do Reino de Castela em 1076. Afonso VI, para consolidar seu poder, concedeu à vila o foro de Miranda de Ebro.

Em 1254 Miranda tem seu comércio consolidado, graças à concessão que Afonso X de Castela faz para a Feira de Maio, a que se somaria em 1332 com a Feria do Anjo, concessão de Afonso XI.

## Geografia

### Localização
A cidade de Miranda de Ebro se localiza no nordeste da província de Burgos, a 80 quilômetros da capital, Burgos, na comunidade autônoma de Castela e Leão. As coordenadas da cidade são 42º 41' 6" norte e 2º 55' 60" oeste. Possui um território de 101,33 km², um perímetro de 72 312 metros e se encontra a 471 metros acima do nível do mar, segundo o Instituto Geográfico Nacional da Espanha. Limita-se a norte com a província de Álava, a sul com a província de La Rioja e a oeste se une com a província através dos Montes Obarenes.

### Hidrografia
E O território é cortado pelo rio Ebro, o qual divide a cidade em duas zonas destintas por sua antiguidade: a parte histórica, nomeada Aquende (margem direita); e a parte moderna, chamada de Allende (margem esquerda). Além disso, desembocam no Ebro os rios Bayas, Zadorra e Oroncillo.
Na área há rios subterrâneos e aquíferos, como o Valverde e o La Calera. O abastecimento de água na cidade se dá graças a extração desses aqüíferos. Antigamente havia diversos lagos e banhados que foram desaparecendo, mas há projetos de recuperação.

### Orografia

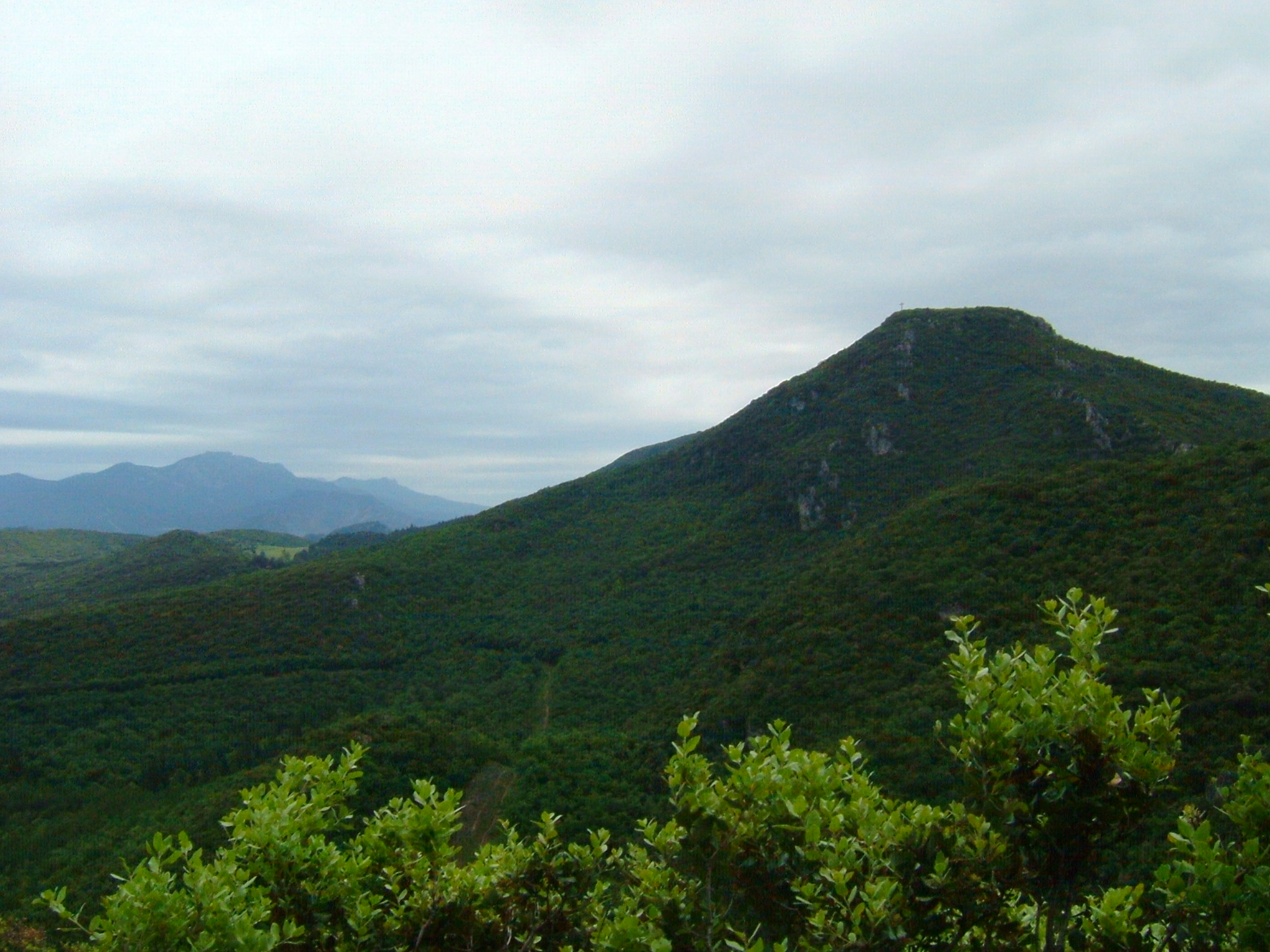
Cruz de Motrico, nos arredores da cidade

Miranda de Ebro se encontra em uma planície rodeada por uma cadeia de montanhas correspondentes aos Montes Obarenes, com saída natural pelo cânion de Pancorbo a oeste em direção a Burgos; as Conchas de Haro a sudeste em direção a La Rioja e o cânion de La Puebla de Arganzón a noroeste em direção ao País Basco.
A litologia mirandesa é constituída em grande parte por terrenos de argila, calcário e arenito formados nos períodos Oligoceno e Cretáceo. Perto da cidade, assim como em terras de La Rioja e Álava, está a montanha de Toloño e Peñacerrada, cujas origens são vulcânicas. Entre as diferentes alturas que rodeiam a cidade, se destaca a Cruz de Motrico (861 metros), nos Montes Obarenes.

### Clima
O clima de Miranda de Ebro é o mediterrânico, tendo como variedade a influência continental. Tal característica está sendo influenciada pelas condições industriais. Os invernos são frios, com geadas e nevoeiros muito frequentes enquanto a neve está cada vez mais ocasional, mas em grande quantidade. As temperaturas médias mínimas estão entre 3 e 6 °C. O verão é quente (não tanto quanto na região do planalto, nomeado na região como meseta central). As temperaturas médias máximas oscilam entre os 18 e 22 °C. O período de seca acontece em um dos três meses dessa estação. As temperaturas médias anuais estão entre 10 e 14 °C.
Os ventos predominantes em Miranda de Ebro são o norte e o noroeste. A chuva, em seu território, não é frequente, mas é possível que aconteça inundações do rio Ebro, assim como em casos de neve.

## Política

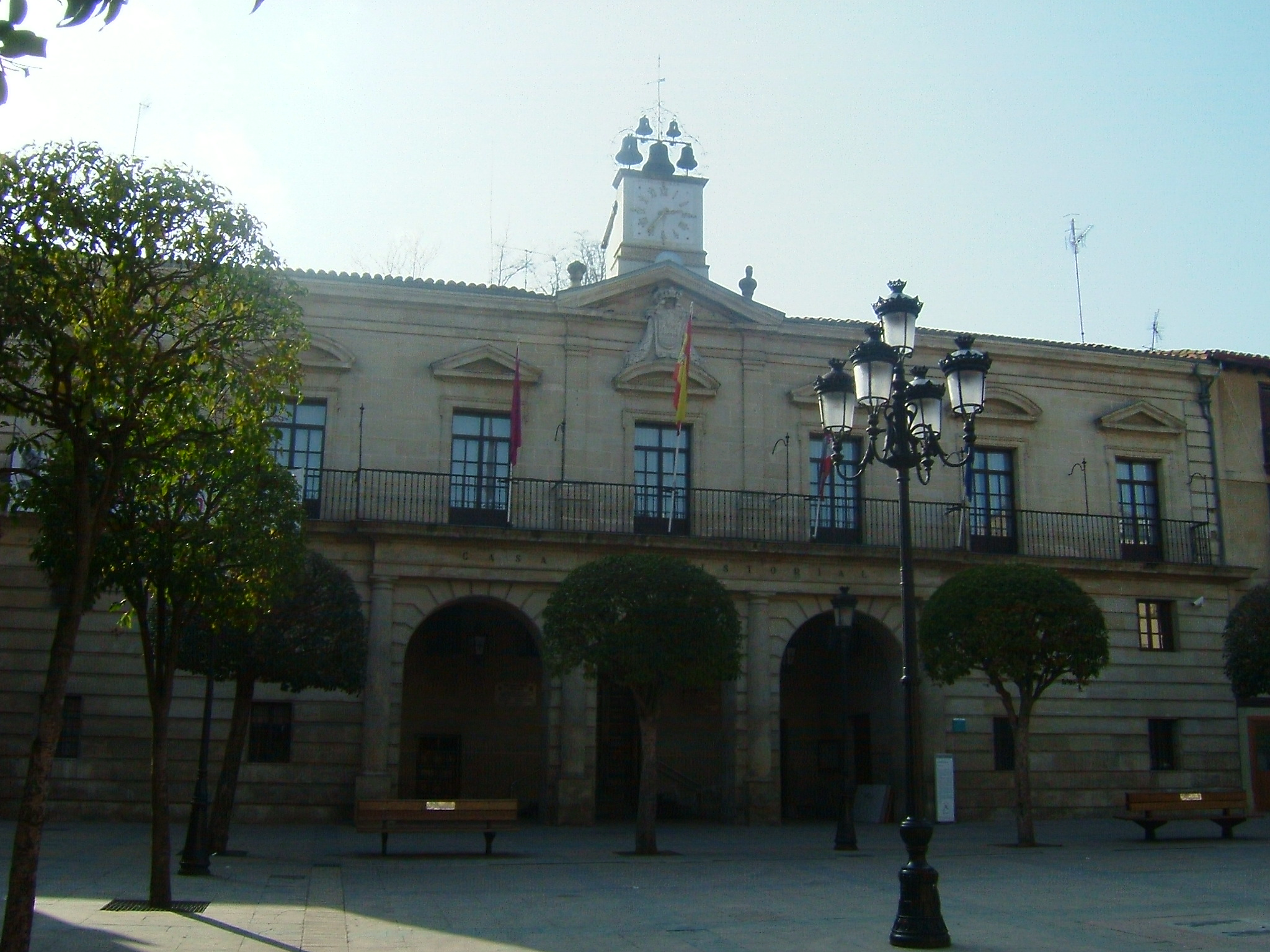
Ayuntamiento de Miranda de Ebro

Em 2007, o prefeito do município era Fernando Campo Crespo, do Partido Socialista Operário Espanhol, que ocupa o cargo desde 2003, ainda que o governo local esteja formado pela coalizão PSOE - Izquierda Unida/Los Verdes.
Nas eleições municipais de 2007, dos 21 vereadores a eleger, o PSOE obteve dez cadeiras (com 43,49% dos votos); o Partido Popular conseguiu nove vereadores (com 38,59%) e a Izquierda Unida/Los Verdes elegeu dois vereadores (num total de 11,39% dos votos). Nem o Tierra Comunera nem o Solución Independiente, partidos de expressão na [[espanha, obtiveram representação municipal, com 2,48% e 2,25% do total de votos. Existem outros dois partidos de âmbito local que, mesmo em funcionamento, não concorreram às eleições municipais, que são o INCIDE e a Esquerda Mirandesa (IM), ambos de ideologia esquerdista. A junta do governo está presidida pelo prefeito.
O ayuntamiento de Miranda de Ebro se estrutura em diferentes áreas: Fazenda, Controle de Gastos, Reorganização Administrativa e Finanças, Indústria e Meio Ambiente, Urbanismo e Habitação, Igualdade, Educação e Saúde, Promoção Industrial, Comercial e Turística, Cultura, Esportes e Participação Cidadã, Juventude e Festas, Público, Emprego e Ofícios, Segurança Pública e Controle do Tráfico, Serviços Sociais e de Obras e Infra-estruturas.
O ayuntamiento está localizada na Praça de España, no centro do centro histórico da cidade. Junto ao edifício principal se localizam as oficinas municipais e o Serviço de Atenção Cidadã (SAC). Em 1909, o ayuntamiento de Miranda recebeu o tratamento de Excelência por parte do rei Afonso XIII.

### Símbolos

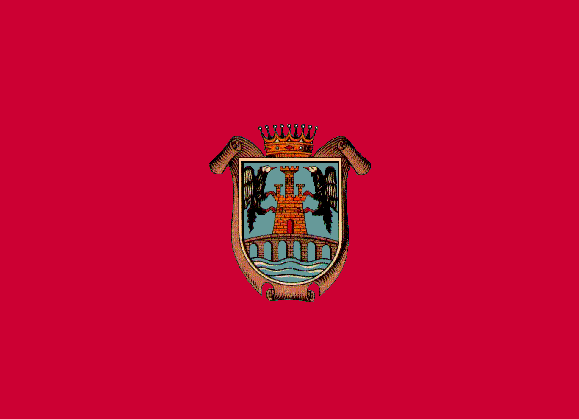
Bandeira de Miranda de Ebro

Escudo de Miranda de Ebro

A etimologia de Miranda de Ebro não está totalmente clara: enquanto alguns autores asseguram que a origem da palavra Miranda deriva do radical Mira, da língua celta, outros acreditam que possui origem latina cujo significado é "lá há o que se admirar". Quanto a partícula de Ebro, provém de sua referência maior, o rio Ebro.
O certo é que a primeira vez na história que aparece documentado o nome Miranda é na Crônica Albeldense, onde se menciona a expedição que levou à morte o rei Afonso I das Reino das Astúrias no ano de 757. Em tal relato, que se refere a localidades destruídas, se encontra Mirandam.
O brasão de Miranda de Ebro foi outorgado pelo rei Carlos I, em 1535. É descrito como um brasão simples, arredondado, fundo azul e em seu centro uma ponte de seis arcos sobre o rio Ebro. Na parte superior há um castelo dourado com uma torre principal e duas torres menores. Nos dois cantos do castelo aparecem duas águias, na atitude de defender.
A bandeira de Miranda possui referências dentre as datas de 1592 e 1614, em um livro de gastos municipal correspondente a esse período. O certo é que a bandeira se instituiu oficialmente no dia 24 de março de 1626. Se trata de uma bandeira simples com o fundo vermelho. No seu centro está o escudo do município. Se acreditava que a bandeira datava de 18 de dezembro de 1797, o que provocou confusão durante séculos; mas graças à descrição de 1626 soube-se o real. Mesmo que não sendo um símbolo heráldico, o hino de Miranda de Ebro também representa a cidade.